# Legio I Minervia
Legio I Minervia – jeden z legionów rzymskich, sformowany za panowania Domicjana.

## Dzieje legionu
Legio I Minervia został sformowany za panowania Domicjana, w 82  lub 87 roku .
Legion Minerwy uczestniczył w wojnach w Dacji, jego dowódcą (legatem) był późniejszy cesarz Hadrian  . Według Geografii Klaudiusza Ptolemeusza stacjonował w Bonnie w Dolnej Germanii . Za Marka Aureliusza i Lucjusza Werusa uczestniczył w kampanii przeciw Partom (162–166)  .
Podczas wojny domowej w 193 roku Legio I Minervia poparł zwycięskiego Septymiusza Sewera  . W okresie kryzysu III wieku służył tzw. Cesarstwu galijskiemu .